# Abacetus monardianus
Abacetus monardianus là một loài bọ chân chạy thuộc phân họ Pterostichinae. Loài này được Stefano Ludovico Straneo mô tả lần đầu năm 1952.